# Amalfiküste

Lage der Amalfiküste am Golf von Salerno

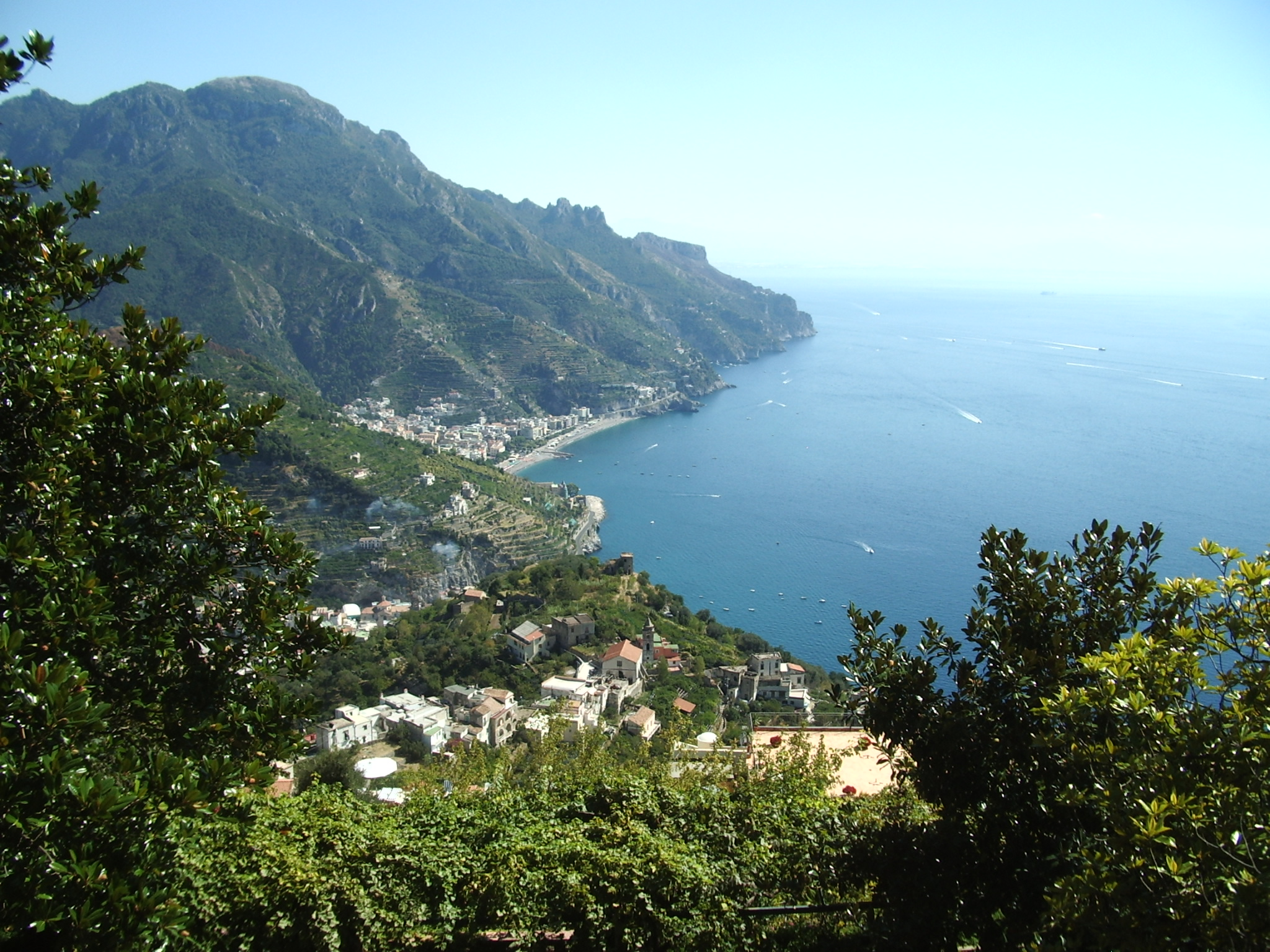
Die Amalfiküste bei Ravello

Die Amalfiküste, italienisch Costiera amalfitana oder auch Costa d’Amalfi, liegt an der Westküste Italiens am Golf von Salerno und ist ein Teil der Südküste der Sorrentinischen Halbinsel. Die Amalfiküste liegt ca. 40 km südlich von Neapel.

## Lage und Sehenswürdigkeiten
Neben dem namensgebenden Ort Amalfi liegen Ravello, Atrani, Scala, Cetara, Furore, Conca dei Marini, Maiori, Minori, Vietri sul Mare, Praiano, Positano und Tramonti an der Amalfiküste. Entlang der Küste führt die Küstenstraße Amalfitana.
Die Orte Amalfi, Atrani, Maiori, Minori, Positano und Vietri sul Mare liegen direkt am Meer. Die Stadt Amalfi ist berühmt durch ihren Dom aus dem Jahre 937 und eines der wichtigsten Touristenzentren Süditaliens.

## Geschichte
Die Amalfiküste war schon im Römischen Reich ein beliebter Sommersitz wohlhabender Römer, die an der Küste zahlreiche Villen wie die Villa Romana Marittima in Minori bauten. Die Kunstwerke und Mosaike in den Villen zeugen von Reichtum und Luxus, wobei solche Werke aus dieser Zeit sonst außer in Rom nur im übrigen Kampanien und in Barcola bei Triest zu finden sind.
Erst in der zweiten Hälfte des 19. Jahrhunderts wurde eine durchgehende Küstenstraße fertiggestellt. Zuvor waren einzelne Küstenorte nur vom Meer her erreichbar.

## Wirtschaft
Der Tourismus ist an der Amalfiküste die Haupteinnahmequelle. Ein weiterer Erwerbszweig ist der Anbau von Zitronen, insbesondere der Sorte Femminello sfusato, in kleinflächigem Terrassenanbau; die Schalen werden für die Produktion von Limoncello verwendet.

### Weinbau
An der Küste werden Weiß-, Rosé- und Rotweine mit der Bezeichnung Costa d’Amalfi DOC erzeugt, die seit 1995 eine „kontrollierte Herkunftsbezeichnung“ (Denominazione di origine controllata – DOC) besitzen. 2017 wurden auf 66 Hektar Rebfläche 3850 Hektoliter DOC-Wein erzeugt.
- Die Weißweine (Costa d’Amalfi Bianco) werden hauptsächlich aus den Rebsorten Falanghina und Biancolella erzeugt.
- Die Rotweine (Costa d’Amalfi Rosso) bestehen überwiegend aus Piedirosso (lokal auch »Per ’e palummo« genannt) und Sciascinoso.
- Es können auch Weine mit der Erwähnung einer Unterzone (sottozona) vermarktet werden. Die Unterzonen sind Ravello, Tramonti und Furore.